# Meinhard II.

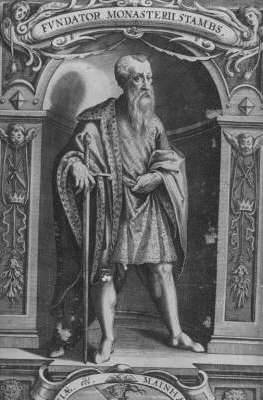
Meinhard II., Graf von Tirol und Görz, Herzog von Kärnten (historisierender Stich aus dem 18. Jahrhundert)

Meinhard (* um 1239; † um 30. Oktober 1295 in Greifenburg) aus dem Geschlecht der Meinhardiner war (als Meinhard IV.) Graf von Görz (1258–1271) und (als Meinhard II.) Graf von Tirol (1258–1295), Herzog von Kärnten (1286–1295), sowie Pfandherr des Herzogtums Krain und der Windischen Mark. Der Stammvater der Linie Tirol-Görz war einer der bedeutendsten Fürsten des 13. Jahrhunderts und gilt als der Begründer Tirols als eigenständiges Land.

## Leben und Wirken
Meinhard war der Sohn des Grafen Meinhard III. von Görz (-I. von Tirol) und dessen Frau Adelheid, Tochter von Graf Albert III. von Tirol. Diese Ehe war mit entscheidend für den Erwerb der Grafschaft Tirol (im damaligen Umfang) durch die Görzer, da Graf Albert III. keinen männlichen Nachfolger hatte und Adelheids Schwester Elisabeth am 10. Okt. 1256/1257 kinderlos verstarb.
Ab 1253 war Meinhard zusammen mit seinem jüngeren Bruder Albert (I.) auf der Burg Hohenwerfen in Geiselhaft des Salzburger Erzbischofs Philipp von Spanheim. In diese missliche Lage waren die Brüder im Austausch für ihren gefangenen Großvater Albert III. gekommen, nachdem dieser und ihr Vater eine Auseinandersetzung gegen den Erzbischof verloren hatten. 1259 kam Meinhard frei und konnte das Erbe des im Jahr davor gestorbenen Vaters antreten. Zwischenzeitlich hatte die Mutter Adelheid von Tirol die Geschäfte geführt, die ein eigenes Siegel hatte. Graf Albert I. kam erst im Jahr 1261 frei. Am 4. März 1271 teilten die Brüder auf Schloss Tirol die weitverstreuten Besitzungen und Rechte auf: Meinhard übernahm die Grafschaft Tirol, die sich seinerzeit noch im Vinschgau und Engadin erstreckte, sein Bruder erhielt die Besitzungen in Friaul, Istrien, Kärnten und im Pustertal. 1276–1279 übernahm Meinhard die Landeshauptmannschaft in Kärnten.
Meinhard hatte am 6. Oktober 1259 Elisabeth von Bayern geehelicht, die zehn Jahre ältere Witwe des römisch-deutschen Königs Konrad IV. Diese war die Mutter des letzten legitimen Staufers, Konradin. Jener galt als aussichtsreicher Prätendent auf den Kaiserthron. Als Konradin 1267 nach Italien zog, um das staufische Erbe in Süditalien anzutreten, unterstützte Meinhard seinen Stiefsohn lediglich mit Weggeleit und Geld. Konradin wurde bei seinem Italienzug am 23. August 1268 in der Schlacht bei Tagliacozzo von Karl von Anjou entscheidend geschlagen und im Oktober 1268 in Neapel hingerichtet.
Meinhard unterstützte in der Folge Rudolf I. von Habsburg, dem er seit dem Italienzug freundschaftlich eng verbunden war, in der Auseinandersetzung mit König Ottokar II. von Böhmen und wurde dafür 1286 zum Reichsfürsten erhoben und mit dem Herzogtum Kärnten belehnt. Zuvor war zur Festigung des Bündnisses die Verehelichung ihrer beiden Kinder beschlossen worden: Meinhards Tochter Elisabeth heiratete Albrecht I., den deutschen König von 1298 bis 1308, und wurde zur Stammmutter aller späteren Habsburger. Durch diesen Ehebund fiel späterhin Tirol an Habsburg.
Um 1270 bis 1280 ließ er bei Pfronten die für damalige Zeit mächtige 
Burg Falkenstein errichten als ein Zeichen seines Machtanspruchs gegenüber den Herzögen von Bayern.
Meinhard erwarb, teils durch politische, teils durch kriegerische Aktion, etliche weitere Territorien. Im Meraner Vertrag vom 10. Nov. 1254 war nach dem Tod von Graf Albert III. von Tirol (Juli 1253) das Erbe von Albert III. (und des letzten Andechsers Graf Otto VIII.) zwischen Graf Meinhard III. von Görz (-Tirol) und Gebhard VI. von Hirschberg, Alberts Schwiegersöhnen, aufgeteilt worden; der Hirschberger erhielt dabei den Großteil des Inntals mit Innsbruck und dem wichtigen Brennerübergang. Bereits am 14. Januar 1263 gelang es Graf Meinhard II. durch Anfechtung und Streitigkeiten zur obigen Teilung mit einem Schiedsspruch seines Schwagers Herzog Ludwig II. von Bayern Gebhard VI. von Hirschberg wesentliche Teile des Inntals mit Innsbruck und Brennerübergang abzunehmen. Nach dem Schiedsspruch von König Rudolf in Ulm (Mai 1282) kaufte er am 17. Mai 1284 (Murnau), mit Zahlung der letzten Rate, dem Grafen Gebhard VII. von Hirschberg, Sohn von Gebhard VI. aus dessen zweiter Ehe mit Sophia von Bayern, alle verbliebenen Besitzungen im Inntal ab. Diese waren aus der ersten kinderlosen Ehe von Gebhard VI. mit der Tochter Elisabeth von Graf Albert III. von Tirol (kinderlose Witwe des letzten Andechsers Graf Otto VIII.) an die Hirschberger gekommen. Später besiegte er die Herren von Enn und kaufte auch den Grafen von Eschenlohe-Hertenberg und den Herren von Salurn ihre Güter ab. Meinhard war ein Machtmensch, der seine Interessen häufig rücksichtslos durchsetzte.
Die Fürstbistümer Trient und Brixen unterstellte er seiner Gerichtsbarkeit, daher gilt er als der eigentliche Begründer des Landes Tirol (formal kamen diese Territorien erst 1803 an Tirol). Er führte eine moderne, auf bezahltem Beamtentum (den Familiaren, oft nichtadligen Leuten) – anstatt Lehensherrschaft – gegründete Verwaltung ein. Er schuf Gerichtsbezirke und ein straffes Steuerwesen. Ab 1286 ist auch die Abfassung eines eigenen deutschsprachigen, wenngleich nur fragmentarisch überlieferten Tiroler Landrechts bezeugt, was als Hinweis auf die abgeschlossene Territorialisierung des meinhardinischen Herrschaftsbereichs zu werten ist.

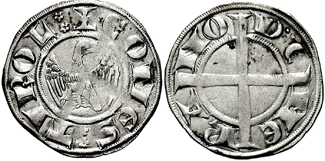
Adlergroschen Meinhards II.

Weite Verbreitung fand der von Meinhard in Meran geprägte Adlergroschen (Grosso aquilino auch Aquilini grossi) im oberitalienischen Wirtschaftsraum mit einer Reihe von Nachahmungen. Noch bedeutender wurde der ab ca. 1271 in Meran gefertigte Kreuzer oder Zwainziger (entsprach wertmäßig zwanzig Bernern), der später nach Einführung durch Kaiser Friedrich III. in Österreich die dortige Entwicklung des Münzwesens mitprägte. Die seit 1280 geführten Tiroler Raitbücher (Rechnungsbücher) gehören zu den bedeutendsten Dokumenten der Landesgeschichte.
Gemeinsam mit seiner Gemahlin hatte Meinhard 1272 das Zisterzienserkloster Stams in Tirol gestiftet, wo er 1295 beigesetzt wurde. Seine bereits am 9./10. Oktober 1273 verstorbene Frau Elisabeth wurde nach Einweihung der Stiftskirche im November 1284 in diese überführt. Eine weitere Ehe Meinhards ist nicht bekannt. 

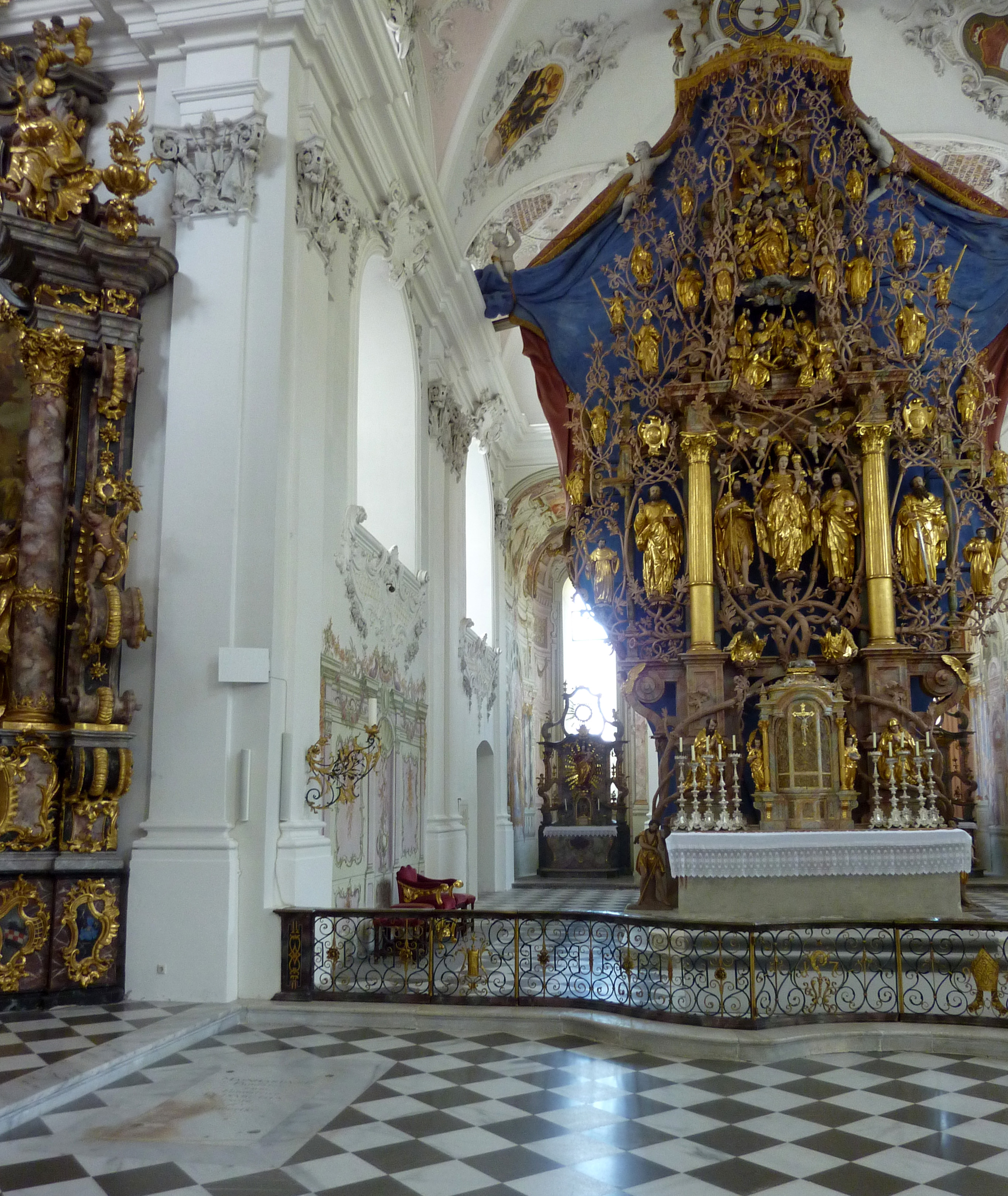
Stiftergrab vor dem Hochaltar der Stiftskirche in Stams
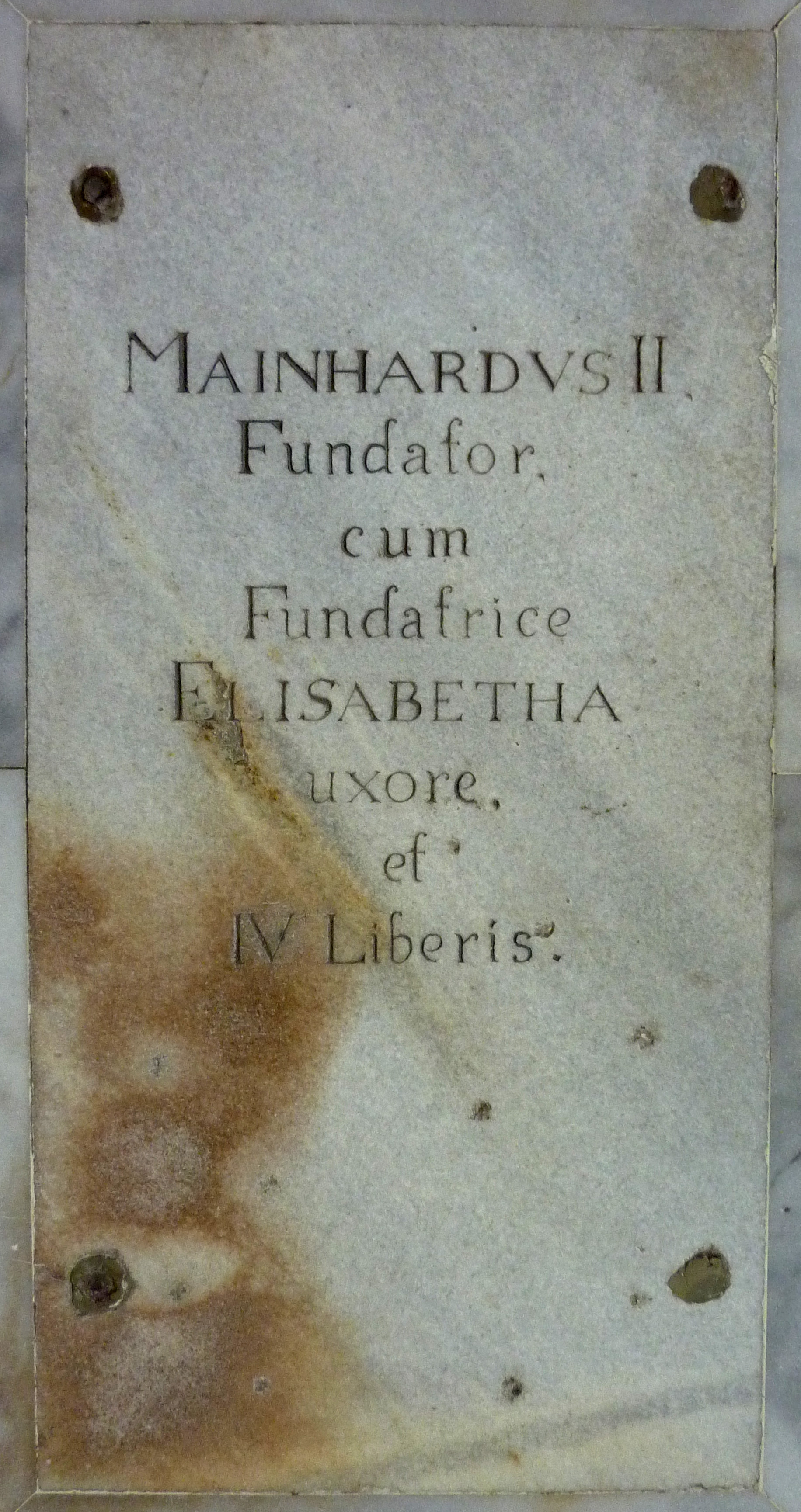
Grabplatte der Stifter Mainhard II. und Elisabeth
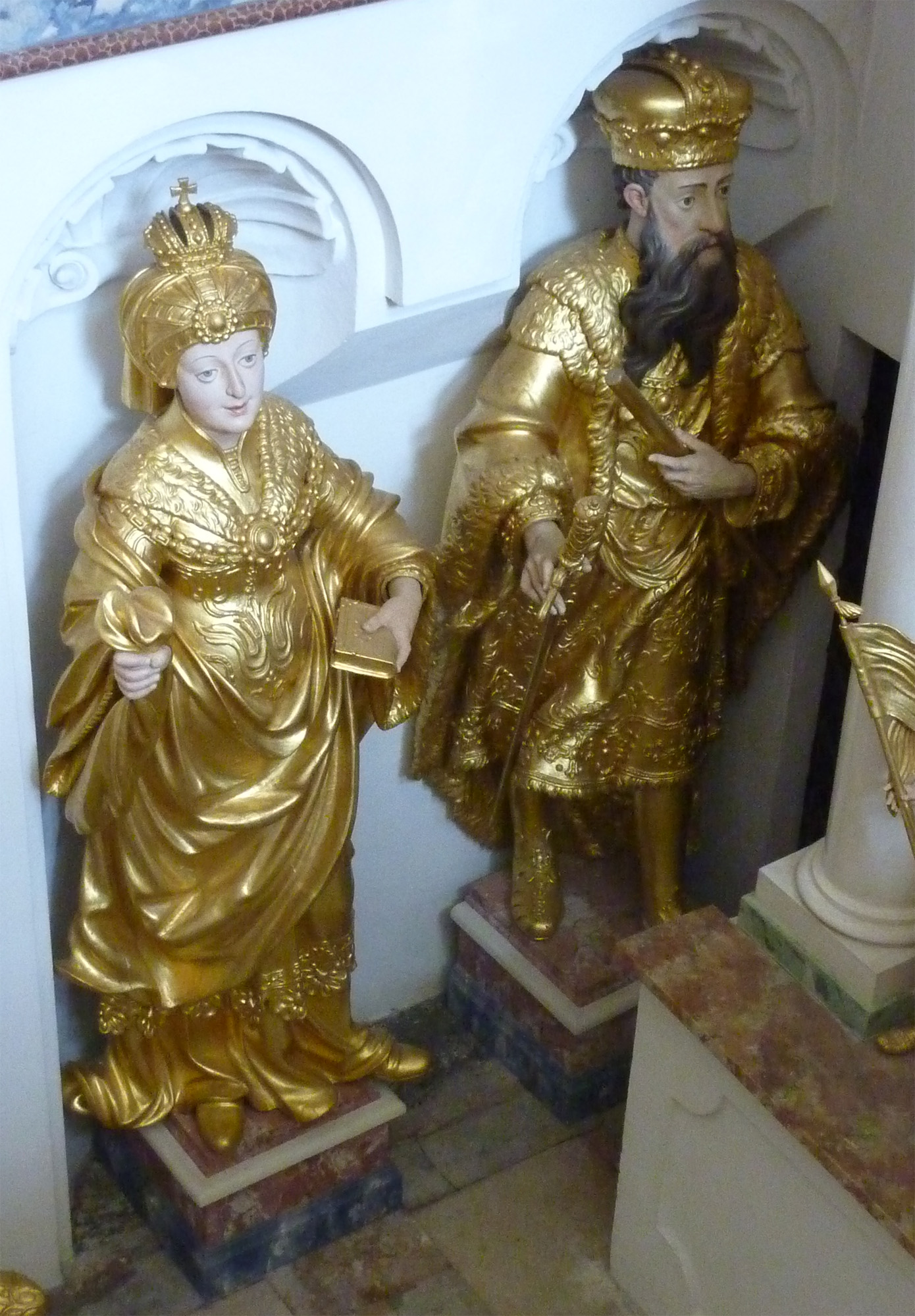
Statuen von Meinhard II. und Elisabeth im Österreichischen Grab in der Stiftskirche in Stams

## Nachkommen
- Albert II. von Tirol und Görz († 24. April 1292), heiratete 1281 Agnes von Hohenberg († nach September 1293), Tochter Albrechts von Hohenberg und Nichte von König Rudolf I.
- Elisabeth (um 1262–1313), heiratete 1274 Albrecht von Habsburg, als Albrecht I. deutscher König
- Otto (um 1265–1310), Graf von Görz und Tirol, Herzog von Kärnten und Krain
- Agnes († 14. Mai 1293), heiratete 1286 Friedrich I. von Meißen
- Heinrich (um 1270–1335), Herzog von Kärnten, Herzog/Markgraf von Krain, Graf von Tirol, König von Böhmen und Titularkönig von Polen
- Ludwig († 1305)

Des Weiteren hatte Meinhard II. zahlreiche außereheliche Nachkommen:
- Friedrich, Dompropst von Brixen († 13. März 1333), mit Anna von Reichenberg verheiratet
- Heinrich, Graf von Eschenloch († 1349)
- Albrecht von Camian und Forst, Burggraf von Tirol († 1335/36), mit Floridiana (Siguna) von Schlandersberg verheiratet
- und weitere zehn uneheliche Kinder mit bis dato unbekannten Frauen